# Menge (Mathematik)

Symbolische Darstellung einer Menge von Vielecken

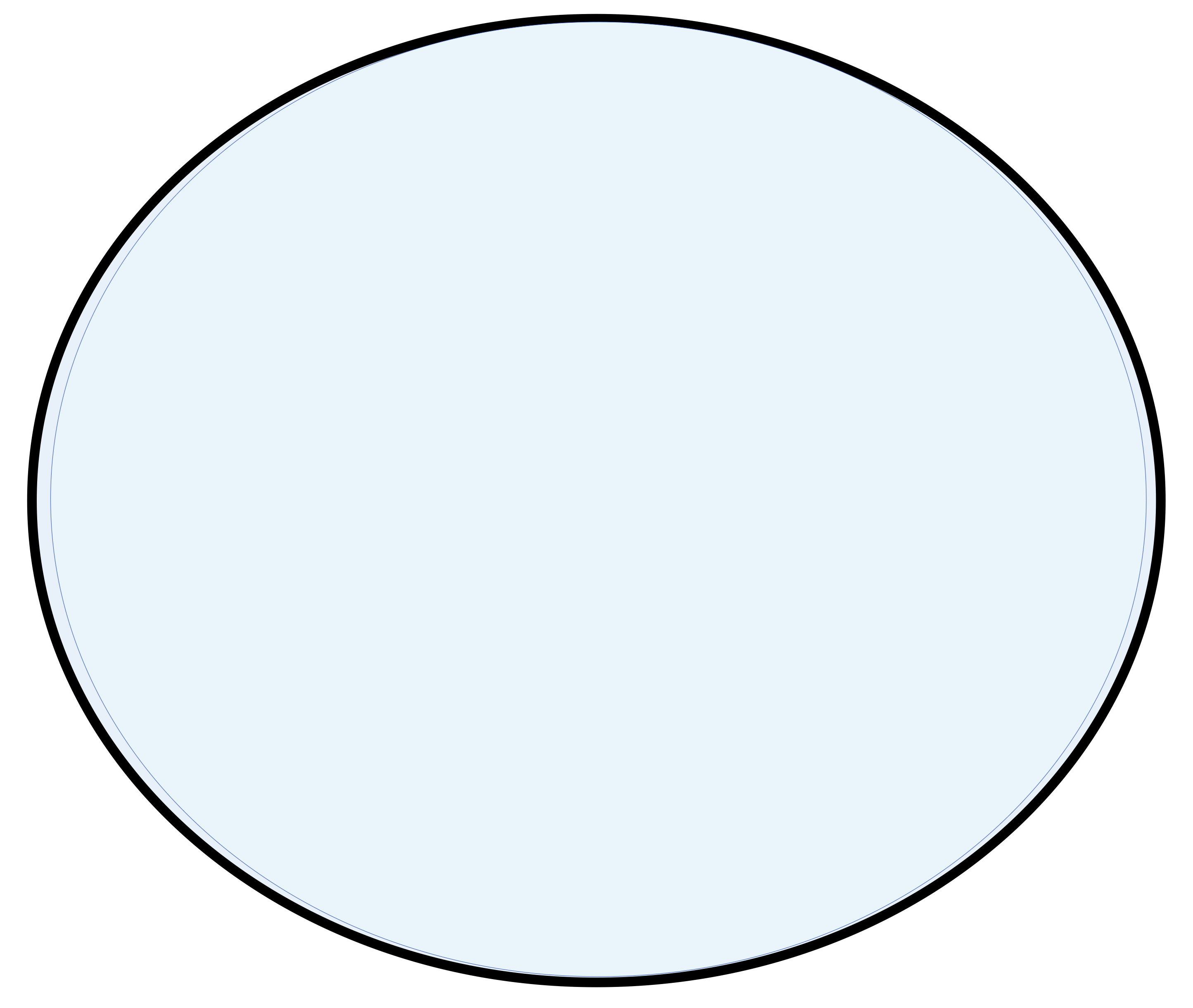
Die Menge von ebenen Vielecken mit weniger als drei Ecken enthält keine Elemente: sie ist leer.

Die Menge ist eines der wichtigsten und grundlegendsten Konzepte der Mathematik; mit ihrer Betrachtung beschäftigt sich die Mengenlehre. 
Eine Menge ist ein abstraktes Objekt, das aus der Zusammenfassung einer Anzahl einzelner Objekte hervorgeht. Diese werden dann als die Elemente der Menge bezeichnet. Die Anzahl der Elemente einer Menge kann von Null über ein oder mehrere Elemente bis hin zu unendlich vielen reichen. Die erste Abbildung symbolisiert eine Menge mit neun Elementen. Die vorhandenen Elemente bestimmen vollständig, um was für eine Menge es sich handelt; hierbei ist jedoch die Menge selbst ein eigener Gegenstand und nicht dasselbe wie ihre Elemente. Dies sieht man deutlich an einigen besonderen Grenzfällen: Eine Menge kann null Elemente enthalten, diese heißt „leere Menge“. Im Gegensatz zu der Vielzahl sonstiger Mengen gibt es nur genau eine leere Menge. Es ist auch möglich, dass eine Menge genau ein einziges Element enthält; wenn z. B. ein Apfel auf dem Tisch liegt, kann man die Menge bilden, die nur diesen Apfel als Element hat. Der Apfel und die Menge, die nur diesen Apfel enthält, sind aber zwei verschiedene Gegenstände – zum Beispiel: einen Apfel kann man essen, eine Menge nicht.
Bei der Bildung einer Menge geht es ausschließlich um die Frage, welche Elemente in ihr enthalten sind. Es muss für jedes Objekt zweifelsfrei feststehen, ob es zur betrachteten Menge gehört oder nicht (wird diese Bedingung aufgeweicht, gelangt man zu den nicht klassischen Fuzzy-Mengen). 
Beim Begriff der Menge bleibt außer Betracht, ob es unter den Elementen zusätzlich irgendeine Ordnung geben könnte, Mengen sind zunächst ungeordnete Gebilde. Ist eine Reihenfolge der Elemente von Bedeutung, dann spricht man stattdessen von einer endlichen oder unendlichen Folge, wenn sich die Folgenglieder mit den natürlichen Zahlen aufzählen lassen (das erste, das zweite usw.). Endliche Folgen heißen auch Tupel. In einem Tupel oder einer Folge können Elemente auch mehrfach vorkommen, da in der Hauptsache eine Anzahl von Plätzen vergeben wird, die zu besetzen sind. In einer Menge ist dies nicht der Fall, hier geht es nur darum, ob ein bestimmter Gegenstand enthalten oder nicht enthalten ist. Daher gibt es keine Möglichkeit, dass eine Menge ein Element „mehrmals enthalten“ könnte (Wenn ein Konstrukt gewünscht ist, das wie eine Menge Elemente enthält und zusätzlich eine bestimmte Anzahl von Exemplaren jedes Elements vorsieht, so heißt dies eine Multimenge).
In der Mathematik werden häufig Mengen betrachtet, die als ihre Elemente Zahlen oder Punkte eines Raumes enthalten. Das Konzept ist aber auf beliebige Objekte anwendbar: z. B. in der Statistik auf Stichproben, in der Medizin auf Patientenakten, am Marktstand auf eine Tüte mit Früchten. Sogar Mengen können als Elemente einer anderen Menge dienen. Die Elemente einer Menge müssen auch nicht von gleichartiger Sorte sein: Möglich ist z. B. auch die Menge, die aus einem Apfel, der Zahl Fünf, dem Patienten Maier und der leeren Menge besteht. Diese Menge enthält 4 Elemente. Wie in diesem Beispiel kann eine Menge durch reine Aufzählung ihrer Elemente definiert sein; sie kann aber auch durch eine Beschreibung definiert sein, die die Bedingungen nennt, die von Objekten erfüllt werden müssen, um Element der Menge zu sein. In einem solchen Fall gehören die Elemente einer einheitlichen Sorte an.

## Begriff und Notation von Mengen

Menge als gedankliche Zusammenfassung von Objekten

Der Begriff Menge geht auf Bernard Bolzano und Georg Cantor zurück. In Bolzanos Manuskripten aus den Jahren zwischen 1830 und 1848 heißt es: „Inbegriffe nun, bey welchen auf die Art, wie ihre Theile mit einander verbunden sind, gar nicht geachtet werden soll, an denen somit Alles, was wir an ihnen unterscheiden, bestimmt ist, sobald nur ihre Theile [selbst] bestimmt sind, verdienen es eben um dieser Beschaffenheit willen, mit einem eigenen Nahmen bezeichnet zu werden. In Ermangelung eines andern tauglichen Wortes erlaube ich mir das Wort Menge zu diesem Zwecke zu brauchen;“. Cantor beschrieb eine Menge „naiv“ (siehe aber auch Cantors Mengenaxiome) als eine „Zusammenfassung bestimmter, wohlunterschiedener Objekte unserer Anschauung oder unseres Denkens zu einem Ganzen“. Die Objekte der Menge heißen Elemente der Menge. Weder der Begriff „Menge“ noch der Begriff „Element“ werden im mathematischen Sinn definiert; sie werden auch nicht als oder in Axiomen definiert. Die moderne Mengenlehre und damit ein Großteil der Mathematik basiert auf den Zermelo-Fraenkel-Axiomen (oder: ZFA), Neumann-Bernays-Gödel-Axiomen oder anderen Axiomensystemen. Wir haben ein natürliches, intuitiv richtiges Verständnis für Mengen; allerdings führt der Begriff „die Menge aller Mengen, die sich nicht selbst als Element enthalten“ zu einem Widerspruch, der Russell’schen Antinomie; ebenso wie „die Menge aller Mengen“.
Eine Veranschaulichung des Mengenbegriffs, die Richard Dedekind zugeschrieben wird, ist das Bild eines Sackes, der gewisse (als Einzelne abgrenzbare) Dinge enthält. Nützlich ist diese Vorstellung zum Beispiel für die leere Menge: ein leerer Sack. Die leere Menge ist also nicht „nichts“, sondern der Inhalt eines Behältnisses, das keine der für es als Inhalt vorgesehenen Dinge enthält. Das „Behältnis“ selbst verweist nur auf die bestimmte zusammenzufassende Sorte und Art von Elementen. Diese Vorstellung hat aber ihre Grenzen. Ein Behältnis bleibt nämlich dasselbe, auch wenn man seinen Inhalt ändert. Dies ist bei Mengen anders: Diese ändern ihre Identität, wenn man neue Elemente hinzufügt oder bestehende entfernt. Insofern ist es besser, wenn man sich die Menge als „Inhalt eines Behältnisses“ vorstellt.

Eine Beispielmenge von Polygonen
Dieselbe Menge als Behältnis
Menge als Inhalt eines Behältnisses

Endliche Mengen können (insbesondere wenn sie relativ wenig Elemente haben) durch Aufzählen ihrer Elemente (aufzählende Mengenschreibweise) angegeben werden, etwa {\displaystyle M=\{{\text{blau}},\,{\text{gelb}},\,{\text{rot}}\}}, wobei es wie gesagt nicht auf eine Reihenfolge ankommt oder darauf, ob ein Element mehr als einmal genannt wird. Das heißt, es gilt beispielsweise {\displaystyle \{{\text{blau}},\,{\text{rot}},\,{\text{gelb}}\}=\{{\text{blau}},\,{\text{gelb}},\,{\text{rot}}\}=\{{\text{blau}},\,{\text{blau}},\,{\text{gelb}},\,{\text{rot}}\}}. Statt Kommata werden häufig als Trennzeichen für die Elemente Semikola benutzt, um eine mögliche Verwechslung mit Dezimalzahlen zu verhindern.
Oft ist es praktisch oder prinzipiell (bei unendlichen Mengen) unmöglich, die Elemente einer Menge aufzuzählen. Es gibt aber eine andere Notation, in der die Elemente einer Menge durch eine Eigenschaft festgelegt werden, zum Beispiel {\displaystyle M=\{x\,|\,x\,{\text{ ist eine Grundfarbe}}\}}. (Sprich: „M ist die Menge aller x, für die gilt: ‚x ist eine Grundfarbe‘.“)
Daneben prägte Dedekind das Synonym des Systems, zu welchem er Elemente zusammenfasste. Diese Bezeichnung ist heute noch teilweise üblich, so nennt man eine „Menge von Vektoren“ auch kurz ein Vektorsystem.

### Andere Schreibweisen
Andere Schreibweisen für Mengen können als Abkürzungen für die intensionale Notation angesehen werden:
- Die aufzählende Schreibweise {\displaystyle M=\{{\text{blau}},\,{\text{gelb}},\,{\text{rot}}\}} kann als eine Abkürzung für die umständliche Schreibweise {\displaystyle M=\{x\,|\,x={\text{blau  oder}}\;x={\text{gelb  oder}}\;x={\text{rot}}\}} verstanden werden.
- Bei der Schreibweise mit Auslassungspunkten werden nur einige Elemente als Beispiele aufgeführt, etwa: {\displaystyle M=\{3,6,9,12\dots 96,99\}}. Sie ist nur verwendbar, wenn das Bildungsgesetz aus diesen Beispielen oder aus dem Zusammenhang klar ist. Hier ist offenbar die Menge gemeint, die sich intensional als {\displaystyle M=\{x\,|\,x\;{\text{ist eine durch 3 teilbare Zahl zwischen 1 und 100}}\}} schreiben lässt. Diese Schreibweise wird häufig für unendliche Mengen angewendet. So beschreibt {\displaystyle G=\{4,6,8,10\dots \}} die Menge der geraden natürlichen Zahlen, die größer sind als 2.
- Neue Mengen kann man auch durch Mengenoperationen bilden, wie aus {\displaystyle A} und {\displaystyle B} die Schnittmenge {\displaystyle M=A\cap B}. Diese kann intensional geschrieben werden als {\displaystyle M=\{x\,|\,x\;{\text{ist in }}A{\text{ und }}x{\text{ ist in }}B\}}.
- Ferner gibt es noch die induktive Definition von Mengen, bei welcher mindestens ein Grundelement explizit angegeben wird und dann mindestens eine Regel, wie aus einem Element ein weiteres Element abgeleitet werden kann. So kann die obige Menge {\displaystyle G} ebenfalls beschrieben werden durch

i) {\displaystyle 4} ist in {\displaystyle G} und
ii) für jedes {\displaystyle x} in {\displaystyle G} ist auch {\displaystyle (x+2)} in {\displaystyle G} und
iii) nur Elemente, die durch i) und (keine, einmalige oder wiederholte) Anwendung von ii) erhalten werden, sind in {\displaystyle G}.

### Mächtigkeit
Für endliche Mengen ist die Mächtigkeit (oder Kardinalität) gleich der Anzahl der Elemente der Menge; das ist eine natürliche Zahl einschließlich der Null. Der Begriff lässt sich auch auf unendliche Mengen verallgemeinern; es stellt sich heraus, dass zwei unendliche Mengen nicht gleichmächtig sein müssen. Die Mächtigkeit einer Menge {\displaystyle M} wird im Allgemeinen mit {\displaystyle |M|}, gelegentlich auch mit {\displaystyle \#M} notiert.

## Grundlegende Beziehungen zwischen Mengen
Die Dinge, die in einer Menge enthalten sind, heißen Elemente. Ist ein Objekt {\displaystyle x} Element einer Menge {\displaystyle M}, so schreibt man dafür formal: {\displaystyle x\in M}. Die Verneinung ({\displaystyle x} ist kein Element von {\displaystyle M}) schreibt man als: {\displaystyle x\notin M}. Historisch geht das Elementzeichen {\displaystyle \in } zurück auf den griechischen Buchstaben ε als Anfangsbuchstabe von εστί (estí, es ist) und wurde 1889 von Giuseppe Peano zum ersten Mal verwendet.

### Gleichheit von Mengen und Extensionalität

#### Gleichheit
Zwei Mengen heißen gleich, wenn sie dieselben Elemente enthalten.
Diese Definition bezeichnet die Extensionalität und damit die grundlegende Eigenschaft von Mengen. Formal:
{\displaystyle A=B:\Longleftrightarrow \forall x\left(x\in A\,\Leftrightarrow x\in B\right)}
Tatsächlich wird eine Menge {\displaystyle A} aber meist intensional beschrieben. Das heißt: Es wird eine Aussageform {\displaystyle P(x)} angegeben (mit einer Objektvariablen {\displaystyle x} aus der wohlbestimmten Definitionsmenge {\displaystyle D} von {\displaystyle P}), sodass {\displaystyle x\in A} genau dann gilt, wenn {\displaystyle P(x)} zutrifft. Dafür schreibt man dann:
{\displaystyle A=\{x\mid x\in D\land P(x)\}}
oder auch kürzer
{\displaystyle A=\{x\in D\mid P(x)\}}.
Zu jeder Menge {\displaystyle A} gibt es viele verschiedene Aussageformen {\displaystyle P(x)}, die diese beschreiben. Die Frage, ob zwei gegebene Aussageformen {\displaystyle P(x)} und {\displaystyle Q(x)} dieselbe Menge beschreiben, ist keineswegs trivial. Im Gegenteil: Viele Fragestellungen der Mathematik lassen sich in dieser Form formulieren: „Sind {\displaystyle \{x\in D\mid P(x)\}} und {\displaystyle \{x\in D\mid Q(x)\}} die gleiche Menge?“
Viele Gleichheitsbeweise benutzen die Äquivalenz {\displaystyle A=B\iff (A\subseteq B\land B\subseteq A)}.

#### Extensionalität
Wenn zwei Mengen dieselben Elemente enthalten, so sind sie gleich. Auf die Art und Weise, wie die Zugehörigkeit der Elemente zu den Mengen beschrieben ist, kommt es dabei nicht an. Die für Mengen charakteristische Eigenschaft, dass es auf die Art der Beschreibung nicht ankommt, nennt man ihre Extensionalität (von lateinisch extensio = Ausdehnung; betrifft den Umfang des Inhaltes).
Unendliche Mengen müssen aber meist „intensional“ (beschreibende Mengenschreibweise) beschrieben werden (von lateinisch intensio = Spannung; betrifft die Merkmale des Inhaltes). Das heißt: Eine Menge wird durch eine bestimmte Bedingung oder Eigenschaft beschrieben, die alle Elemente der Menge (und nur diese) erfüllen: beispielsweise {\displaystyle G:=\{x\in \mathbb {N} \mid x{\bmod {2}}=0\land x>2\}}, gelesen „sei {\displaystyle G} die Menge aller {\displaystyle x}, für die gilt: {\displaystyle x} ist eine gerade natürliche Zahl und größer als 2“ oder kürzer: „sei {\displaystyle G} die Menge aller geraden natürlichen Zahlen {\displaystyle >2}“.
Es ist teilweise schwer zu entscheiden, ob zwei intensional beschriebene Mengen gleich sind. Dafür muss festgestellt werden, ob die Eigenschaften aus den intensionalen Beschreibungen logisch äquivalent sind (wenn die eine Eigenschaft wahr ist, ist es auch die andere, und umgekehrt).

### Leere Menge
Die Menge, die kein Element enthält, heißt leere Menge. Sie wird mit {\displaystyle \emptyset } oder auch {\displaystyle \{\}} bezeichnet und hat die Mächtigkeit {\displaystyle |\emptyset |=0}. Aus der Extensionalität folgt unmittelbar, dass es nur eine leere Menge gibt: Jede „andere“ leere Menge, die die gleichen (also keine) Elemente enthält, wäre dieser gleich. Folglich sind {\displaystyle \emptyset } und {\displaystyle \{\emptyset \}} verschieden, da letztere Menge eine andere Menge als Element enthält.

### Nichtleere Menge
Eine nichtleere Menge ist eine Menge, die nicht die leere Menge ist. Eine nichtleere Menge enthält daher mindestens ein Element. Die Mächtigkeit einer nichtleeren Menge ist größer als 0.

### Bewohnte Menge
Eine bewohnte Menge ist eine Menge, die ein Element enthält. Das ist im Kontext klassischer Logik gleichbedeutend dazu, nichtleer zu sein. Die naheliegende Formalisierung von „{\displaystyle A} ist nichtleer“ ist dieselbe wie die von „{\displaystyle A} ist nicht unbewohnt“. In Kontexten, in denen die logische Negation nicht zwingend eine Involution ist (wie z. B. konstruktive Mathematik auf der Basis intuitionistischer Logik), sind bewohnte Mengen zwar stets nichtleer, es lässt sich allerdings nicht beweisen, dass nichtleere Mengen stets bewohnt sind. Die Begriffe müssen also unterschieden werden.

### Teilmenge

A ist eine (echte) Teilmenge von B

Eine Menge {\displaystyle A} heißt Teilmenge einer Menge {\displaystyle B}, wenn jedes Element von {\displaystyle A} auch Element von {\displaystyle B} ist.
{\displaystyle B} wird dann Obermenge (selten: Übermenge) von {\displaystyle A} genannt. Formal:
{\displaystyle {A}\subseteq {B}:\Longleftrightarrow \forall x\left({x}\in A\rightarrow x\in B\right)}.
Insbesondere ist also auch jede Menge A Teilmenge von sich selbst: {\displaystyle {A}\subseteq {A}}. Die leere Menge ist Teilmenge einer jeden Menge.
{\displaystyle A} ist echte Teilmenge von {\displaystyle B} (oder {\displaystyle B} ist echte Obermenge von {\displaystyle A}), wenn {\displaystyle A} Teilmenge von {\displaystyle B} ist, aber von {\displaystyle B} verschieden, also jedes Element aus {\displaystyle A} auch Element von {\displaystyle B} ist, aber (mindestens) ein Element in {\displaystyle B} existiert, das nicht in {\displaystyle A} enthalten ist.
Die Relation „ist Teilmenge von“ bildet eine Halbordnung. Die Relation „echte Teilmenge“ ist eine strenge Halbordnung.
Es sind zwei Notationen für Teilmengen gebräuchlich:
- {\displaystyle {A}\subseteq {B}} für „Teilmenge“ und {\displaystyle {A}\subset {B}} für „echte Teilmenge“ oder
- {\displaystyle {A}\subset {B}} für „Teilmenge“ und {\displaystyle A\subsetneq B} für „echte Teilmenge“.

Das erstgenannte System entspricht dem vom Bertrand Russell (vgl. Principia Mathematica) eingeführten und verdeutlicht die Analogie zu den Zeichen {\displaystyle \leq } und {\displaystyle <}. Es wird in diesem Artikel verwendet, es sind jedoch beide Systeme weit verbreitet.
Die Negation der Relationen {\displaystyle \in }, {\displaystyle \subset } und {\displaystyle \subseteq } kann durch das durchgestrichene jeweilige Relationssymbol bezeichnet werden, also zum Beispiel durch {\displaystyle \notin }. Außerdem ist es möglich, die Reihenfolge der beiden Argumente zu vertauschen, wenn dabei auch das Relationssymbol umgedreht wird. So kann also anstelle von {\displaystyle x\in A} auch {\displaystyle A\ni x}, anstelle von {\displaystyle A\subseteq B} auch {\displaystyle B\supseteq A} und anstelle von {\displaystyle A\subset B} auch {\displaystyle B\supset A} geschrieben werden. Auch ein gleichzeitiges Durchstreichen und Umdrehen dieser Relationssymbole ist denkbar.

### Schnittmenge (Schnitt, auch „Durchschnitt“)

Schnittmenge

Beispiel für eine Schnittmenge

Gegeben ist eine nichtleere Menge {\displaystyle U} von Mengen. Die Schnittmenge (auch Durchschnittsmenge) von {\displaystyle U} ist die Menge der Elemente, die in jeder Elementmenge von {\displaystyle U} enthalten sind. Formal:
{\displaystyle \bigcap U:=\bigcap _{a\in U}a=\{x\mid \forall a\in U:x\in a\}}.
Die Schnittmenge von {\displaystyle U} ist auch dadurch charakterisiert, dass für jede Menge {\displaystyle X} gilt:
{\displaystyle X\subseteq \bigcap U\iff \forall a\in U:X\subseteq a}.
Elementmengen ohne gemeinsame Elemente heißen elementfremd oder disjunkt. Ihre Schnittmenge ist die leere Menge.
Ist {\displaystyle U} eine Paarmenge, also {\displaystyle U\,=\{A,B\}}, so schreibt man für {\displaystyle \textstyle \bigcap U}
{\displaystyle \bigcap \,\{A,B\}=\{x\mid \left(x\in {A}\right)\land \left(x\in {B}\right)\}=:{A}\cap {B}}
und liest dies: {\displaystyle A} geschnitten mit {\displaystyle B} (oder: Der Durchschnitt von {\displaystyle A} und {\displaystyle B}) ist die Menge aller Elemente, die sowohl in {\displaystyle A} als auch in {\displaystyle B} enthalten sind.
Diese Schreibweise lässt sich leicht auf den Durchschnitt aus endlich vielen Mengen {\displaystyle {A_{1},A_{2},\dotsc ,A_{n}}} verallgemeinern.
Abweichende Schreibweise für den Durchschnitt aus beliebig vielen Mengen:
Die Elemente der Menge {\displaystyle U}, die ja selbst wieder Mengen sind, werden mit {\displaystyle A_{\lambda }} bezeichnet. Es wird eine „Indexmenge“ {\displaystyle \Lambda } (Lambda) eingeführt, sodass {\displaystyle U=\{A_{\lambda }\mid \lambda \in \Lambda \}} ist. Die Schnittmenge {\displaystyle \textstyle \bigcap U} wird dann geschrieben als:
{\displaystyle \bigcap _{\lambda \in \Lambda }A_{\lambda }:=\{x\mid \forall \lambda \in \Lambda :x\in A_{\lambda }\}},
also die Menge aller Elemente, die in sämtlichen Mengen {\displaystyle A_{\lambda }} enthalten sind.
Eine ältere Bezeichnung für den Durchschnitt ist inneres Produkt oder Produkt erster Art. Dieses wird dann auch als
{\displaystyle A_{1}\cdot A_{2}\cdot \dotsc \cdot A_{n}} oder {\displaystyle \prod _{i=1}^{n}A_{i}}
geschrieben.
Insbesondere die letzte Schreibweise ist von vielen Autoren für das kartesische Produkt (siehe unten) reserviert und sollte daher nicht für die Schnittmenge verwendet werden, um Missverständnisse zu vermeiden.

### Vereinigung (Vereinigungsmenge)

Vereinigungsmenge

Beispiel einer Vereinigungsmenge

Dies ist der zur Schnittmenge duale Begriff: Die Vereinigungsmenge von {\displaystyle U} ist die Menge der Elemente, die in mindestens einer Elementmenge von {\displaystyle U} enthalten sind. Formal:
{\displaystyle \bigcup U:=\bigcup _{a\in U}a=\{x\mid \exists a\in U:x\in a\}}.
Die Vereinigungsmenge von {\displaystyle U} ist auch dadurch charakterisiert, dass für jede Menge {\displaystyle X} gilt:
{\displaystyle \bigcup U\subseteq X\iff \forall a\in U:a\subseteq X}.
Im Gegensatz zu {\displaystyle \textstyle \bigcap U} ist {\displaystyle \textstyle \bigcup U} auch dann erklärt, wenn {\displaystyle U} leer ist, und zwar ergibt sich {\displaystyle \textstyle \bigcup \emptyset =\emptyset }.
Für {\displaystyle U\,=\{A,B\}} schreibt man (analog zum Durchschnitt):
{\displaystyle \bigcup \,\{A,B\}=\{x\mid \left(x\in {A}\right)\lor \left(x\in {B}\right)\}=:{A}\cup {B}}
und liest dies: {\displaystyle A} vereinigt mit {\displaystyle B} (oder: Die Vereinigung von {\displaystyle A} und {\displaystyle B}) ist die Menge aller Elemente, die in {\displaystyle A} oder in {\displaystyle B} enthalten sind. Das „oder“ ist hier nicht-ausschließend zu verstehen: Die Vereinigung umfasst auch die Elemente, die in beiden Mengen enthalten sind.
Wenn Mengen keine gemeinsamen Elemente enthalten, sie also disjunkt sind, verwendet man auch das Zeichen {\displaystyle {\dot {\cup }}} für die Vereinigung dieser disjunkten Mengen. Während jedoch das Zeichen für die Vereinigung {\displaystyle A\cup B} intuitiv mit dem des Junktors {\displaystyle \lor } (oder) identifiziert werden kann, muss zwischen dem Zeichen für die disjunkte Vereinigung {\displaystyle A{\mathbin {\dot {\cup }}}B} und dem Junktor {\displaystyle {\dot {\vee }}} (ausschließendes oder) unterschieden werden.
Unter Verwendung einer geeigneten Indexmenge {\displaystyle \Lambda } schreibt man:
{\displaystyle \bigcup _{\lambda \in \Lambda }A_{\lambda }:=\{x\mid \exists \lambda \in \Lambda :x\in A_{\lambda }\}}.
Diese Schreibweise ist auch für die Vereinigung endlich vieler Mengen {\displaystyle {A_{1},A_{2},\dotsc ,A_{n}}} geeignet.
Als ältere Bezeichnung hierfür wird zuweilen noch die Summe verwendet und dann geschrieben
{\displaystyle A_{1}+A_{2}+\dotsb +A_{n}} oder {\displaystyle \sum _{i=1}^{n}A_{i}}.
Vorsicht: Der Begriff Summe wird heute auch für die disjunkte Vereinigung von Mengen benutzt.

### Differenz und Komplement

Differenzmenge : „A ohne B“

Die Differenz wird gewöhnlich nur für zwei Mengen definiert: Die Differenzmenge (auch Restmenge) von {\displaystyle A} und {\displaystyle B} (in dieser Reihenfolge) ist die Menge der Elemente, die in {\displaystyle A}, aber nicht in {\displaystyle B} enthalten sind. Formal:
{\displaystyle A\setminus B:=\{x\mid \left(x\in A\right)\land \left(x\not \in B\right)\}.}
Die Differenzmenge {\displaystyle A\setminus B} ist auch dadurch charakterisiert, dass für jede Menge {\displaystyle X} gilt:
{\displaystyle A\setminus B\subseteq X\iff A\subseteq B\cup X}.
Die Differenz ist im Gegensatz zu Schnitt und Vereinigung weder kommutativ noch assoziativ.
Ist {\displaystyle B\subseteq A}, so heißt die Differenz {\displaystyle \!\ A\setminus B} auch Komplement von {\displaystyle B} in {\displaystyle A}. Dieser Begriff wird vor allem dann verwendet, wenn {\displaystyle A} eine Grundmenge ist, die alle in einer bestimmten Untersuchung in Frage stehenden Mengen umfasst. Diese Menge muss dann im Folgenden nicht mehr erwähnt werden, und
{\displaystyle B^{\mathsf {C}}:=\{x\mid x\not \in B\}}
heißt einfach das Komplement von {\displaystyle B}. Andere Schreibweisen für {\displaystyle B^{\mathsf {C}}} sind {\displaystyle {\overline {B}}}, {\displaystyle \complement B} oder {\displaystyle \displaystyle B'}.

### Symmetrische Differenz
Die Menge
{\displaystyle A\bigtriangleup B:=\left(A\setminus B\right)\cup \left(B\setminus A\right)=(A\cup B)\setminus (A\cap B)}

Symmetrische Differenz :
„A ohne B“ vereinigt mit „B ohne A“

wird als symmetrische Differenz von {\displaystyle A} und {\displaystyle B} bezeichnet. Es handelt sich um die Menge aller Elemente, die jeweils in einer, aber nicht in beiden Mengen liegen. Bei Verwendung des ausschließenden Oder („entweder-oder“: {\displaystyle \veebar } bzw. {\displaystyle \nleftrightarrow }) kann man dafür auch
{\displaystyle A\bigtriangleup B:=\{x\mid \left(x\in A\right)\veebar \left(x\in B\right)\}}
schreiben.

### Kartesisches Produkt
Die Produktmenge oder das kartesische Produkt ist eine weitere Art der Verknüpfung von Mengen. Die Elemente des kartesischen Produkts zweier Mengen sind allerdings keine Elemente der Ausgangsmengen, sondern komplexere Objekte. Formal ist die Produktmenge von {\displaystyle A} und {\displaystyle B} definiert als
{\displaystyle A\times B:=\{\left(a,b\right)\mid a\in A,b\in B\}}
und damit die Menge aller geordneten Paare, deren erstes Element aus {\displaystyle A} und deren zweites Element aus {\displaystyle B} ist. Unter der Verwendung von n-Tupeln lässt sich das kartesische Produkt auch für die Verknüpfung endlich vieler Mengen {\displaystyle A_{1},\ldots ,A_{n}} verallgemeinern:
{\displaystyle A_{1}\times \dotsb \times A_{n}:=\{\left(a_{1},\dotsc ,a_{n}\right)\mid a_{i}\in A_{i}~{\text{für}}~i=1,\ldots ,n\}},
Sind die Mengen {\displaystyle A_{1},\ldots ,A_{n}} alle gleich einer Menge {\displaystyle A}, so schreibt man für die Produktmenge auch kurz {\displaystyle A^{n}}. Für die Produktmenge einer Familie von Mengen {\displaystyle (A_{\lambda })_{\lambda \in \Lambda }} mit einer beliebigen Indexmenge {\displaystyle \Lambda } wird ein allgemeiner Funktionsbegriff benötigt. Sie ist die Menge aller Funktionen, die jedem Indexelement {\displaystyle \lambda } ein Element der Menge {\displaystyle A_{\lambda }} zuordnet, also
{\displaystyle \prod _{\lambda \in \Lambda }A_{\lambda }:=\{f\colon \Lambda \to \bigcup _{\lambda \in \Lambda }A_{\lambda }\mid \forall \lambda \in \Lambda :f\left(\lambda \right)\in A_{\lambda }\}}
Ob ein solches kartesisches Produkt nicht leer ist, das heißt, ob es überhaupt stets solche Funktionen wie auf der rechten Seite dieser Definitionsgleichung angegeben gibt, hängt eng mit dem Auswahlaxiom zusammen.
Wenn die Mengen {\displaystyle A_{\lambda }} alle gleich einer Menge {\displaystyle A} sind, schreibt man die Produktmenge auch kurz als {\displaystyle A^{\Lambda }}.

### Potenzmenge
Die Potenzmenge {\displaystyle {\mathcal {P}}(A)} von {\displaystyle A} ist die Menge aller Teilmengen von {\displaystyle A}.
Eine Menge {\displaystyle {\mathcal {S}}} von Teilmengen von A heißt Mengensystem über A und ist also eine Teilmenge der Potenzmenge: {\displaystyle {\mathcal {S}}\subseteq {\mathcal {P}}(A)}.
Die Potenzmenge von {\displaystyle A} enthält immer die leere Menge und die Menge {\displaystyle A}. Somit ist {\displaystyle {\mathcal {P}}(\emptyset )=\{\emptyset \}}, also eine einelementige Menge. Die Potenzmenge einer einelementigen Menge {\displaystyle \{a\}} ist {\displaystyle {\mathcal {P}}(\{a\})=\{\emptyset ,\{a\}\}}, enthält also zwei Elemente. Allgemein gilt: Besitzt {\displaystyle A} genau {\displaystyle n} Elemente, so hat {\displaystyle {\mathcal {P}}(A)} die Elementanzahl {\displaystyle 2^{n}}, das heißt {\displaystyle |{\mathcal {P}}(A)|=2^{|A|}}. Dies motiviert auch die Schreibweise {\displaystyle 2^{A}} anstelle {\displaystyle {\mathcal {P}}(A)}.
Bei unendlichen Mengen ist der Begriff nicht unproblematisch: Es gibt nachweislich kein Verfahren, das alle Teilmengen auflisten könnte. (Siehe dazu: Cantors zweites Diagonalargument.) Bei einem axiomatischen Aufbau der Mengenlehre (etwa ZFC) muss die Existenz der Potenzmenge durch ein eigenes Potenzmengenaxiom gefordert werden.
Konstruktive Mathematiker betrachten deshalb die Potenzmenge einer unendlichen Menge als einen grundsätzlich unabgeschlossenen Bereich, zu dem – je nach Fortgang der mathematischen Forschung – immer noch neue Mengen hinzugefügt werden können.

## Beispiele für Mengenoperationen
Wir betrachten die Mengen {\displaystyle X=\{1,2,3\}}, {\displaystyle A=\{1,2\}} und {\displaystyle B=\{1,3\}}. Es gelten beispielsweise:
- {\displaystyle 2\in A}, {\displaystyle 2\notin B}
- {\displaystyle X\subseteq X}
- {\displaystyle A\subset X}, {\displaystyle B\subset X}, {\displaystyle A\nsubseteq B}
- {\displaystyle A\cap B=\{1\}}
- {\displaystyle A\cup B=X}
- Für die Komplemente bezüglich {\displaystyle X} gilt {\displaystyle A^{\mathsf {C}}=\{3\}}, {\displaystyle B^{\mathsf {C}}=\{2\}}, {\displaystyle X^{\mathsf {C}}=\emptyset }, {\displaystyle \emptyset ^{\mathsf {C}}=X}.
- {\displaystyle A\setminus B=\{2\}}, {\displaystyle B\setminus A=\{3\}}, {\displaystyle X\setminus A=\{3\}}, {\displaystyle A\setminus X=\emptyset }
- {\displaystyle A\bigtriangleup B=\{2,3\}}, {\displaystyle A\bigtriangleup X=\{3\}}, {\displaystyle B\bigtriangleup X=\{2\}}
- {\displaystyle |X|} = 3, {\displaystyle |A|} = {\displaystyle |B|} = 2, {\displaystyle |\emptyset |} = 0, {\displaystyle \left|\{\emptyset \}\right|} = 1
- {\displaystyle {\mathcal {P}}(A)=\{\emptyset ,\{1\},\{2\},\{1,2\}\}}
- {\displaystyle {\mathcal {P}}(X)=\{\emptyset ,A\cap B,B^{\mathsf {C}},B\setminus A,A,B,A\bigtriangleup B,A\cup B\}}
- {\displaystyle A\times B=\{(1,1),(1,3),(2,1),(2,3)\}}, {\displaystyle A\times \{3\}=\{(1,3),(2,3)\}}, {\displaystyle A^{2}=\{(1,1),(1,2),(2,1),(2,2)\}}, {\displaystyle \{3\}^{3}=\{(3,3,3)\}}
- {\displaystyle \emptyset \notin \emptyset }, {\displaystyle \emptyset \in \{\emptyset \}}, {\displaystyle \emptyset \subset A}
- {\displaystyle {\mathcal {P}}(\emptyset )=\{\emptyset \}}, {\displaystyle {\mathcal {P}}\left(\{\emptyset \}\right)=\{\emptyset ,\{\emptyset \}\}}
- {\displaystyle A\times \emptyset =\emptyset \times A=\emptyset }

Konkrete Beispiele seien hier nochmals benannt.
- Die Menge aller zweistelligen „Schnapszahlen“ lautet {\displaystyle \lbrace 11,\,22,\,33,\,44,\,55,\,66,\,77,\,88,\,99\rbrace }. 33 ist ein Element dieser Menge, 23 ist es nicht.
- Die Menge der natürlichen Zahlen {\displaystyle \mathbb {N} =\lbrace 1,\,2,\,3,\dotsc \rbrace } ist eine echte Teilmenge der Menge der ganzen Zahlen {\displaystyle \mathbb {Z} =\lbrace \dotsc ,-3,\,-2,\,-1,\,0,\,1,\,2,\,3,\dotsc \rbrace }.

## Weitergehende Begriffe

Spezielle Zahlenmengen: ℕ ⊂ ℤ ⊂ ℚ ⊂ ℝ ⊂ ℂ

- Teilmengen der reellen Geraden, der Ebene oder des euklidischen Raumes oder sogar Teilmengen in beliebigen topologischen Räumen werden nicht selten auch Punktmengen genannt. Hier ist letzterenfalls im englischen Sprachraum auch heute noch der Terminus point set topology geläufig.[7]
- In der modernen Mathematik werden die Zahlenbereiche rein mit den Methoden der Mengenlehre (mit der leeren Menge als einzigem Grundbaustein) schrittweise aufgebaut,[8] von den Primzahlen und natürlichen Zahlen über die ganzen Zahlen und die rationalen Zahlen zu den reellen Zahlen und weiter zu den komplexen Zahlen und noch darüber hinaus.
- Bei unendlichen Mengen treten besondere Phänomene hinsichtlich der üblichen Ordnungsrelationen auf.
- Zur Veranschaulichung der Beziehungen zwischen Mengen dienen Mengendiagramme.
- Beziehungen zwischen den Elementen einer Menge und denen einer anderen werden durch „Zuordnungen“ (Relationen) beschrieben, eindeutige Zuordnungen durch „Abbildungen“ (Funktionen).

## Pädagogische Kontroverse um „Neue Mathematik“
Die Unterrichtung der Mengenlehre an westdeutschen Schulen Anfang der 1970er Jahre führte zu pädagogischen und gesellschaftlichen Kontroversen.
Für weitergehende Informationen siehe Neue Mathematik.